# Acanthogorgia media
Acanthogorgia media är en korallart som beskrevs av Thomson och Henderson 1905. Acanthogorgia media ingår i släktet Acanthogorgia och familjen Acanthogorgiidae. Inga underarter finns listade i Catalogue of Life.